# 格蘭奇鎮區 (愛荷華州伍德伯里縣)
格蘭奇鎮區（英語：Grange Township）是位於美國愛荷華州伍德伯里縣的一個行政鎮區。

## 地方資料
根據2010年美國人口普查的數據，格蘭奇鎮區的面積為92.21平方千米，當中陸地面積為92.18平方千米，而水域面積為0.03平方千米。當地共有人口231人，而人口密度為每平方千米2.51人。